# Otto Fischer (Chemiker)

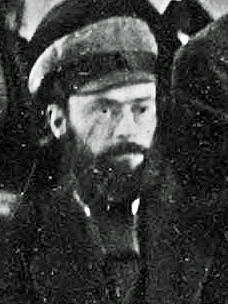
Otto Fischer zur Habilitation in München

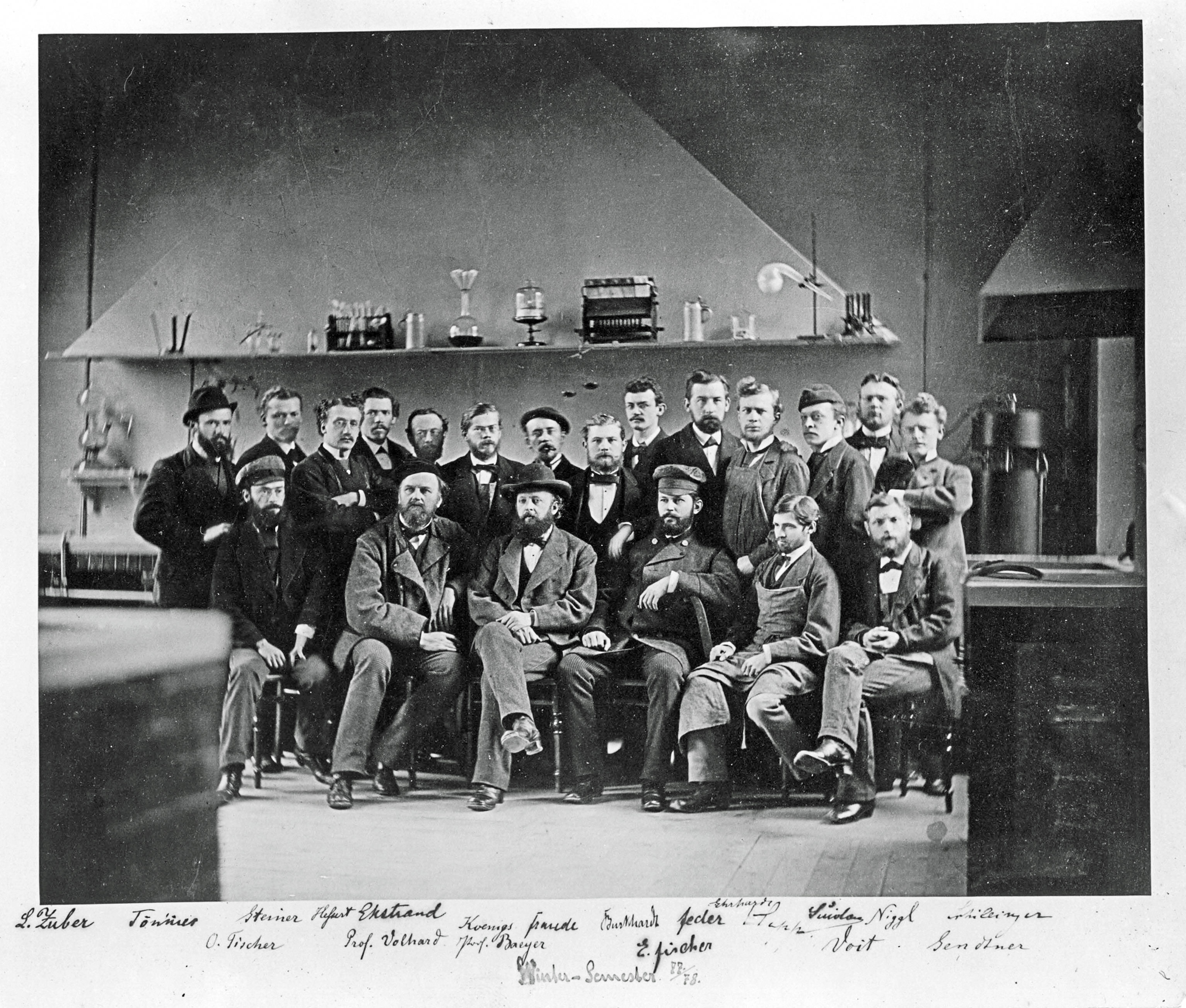
Otto Fischer in München (1877)

Otto Philipp Fischer (* 28. November 1852 in Euskirchen; † 4. April 1932 in Erlangen) war ein deutscher Chemiker.
Otto Fischer ist ein Vetter des gleich alten Nobelpreisträgers Emil Fischer.
Er studierte Chemie in Berlin, Bonn (bei August von Kekulé) und Straßburg und wurde 1874/75 an der Universität Straßburg bei Adolf von Baeyer mit einer Arbeit Ueber Verbindungen von Chloral und Aldehyd mit Toluol unter Austritt von Wasser promoviert. Für ein Semester ging er danach für Forschungen über das Methylanthracen als Privatassistent zu Carl Liebermann an die Gewerbeakademie nach Berlin. Zur Habilitation im Jahr 1878 folgte er Baeyer an die Universität München, dort erhielt er anschließend eine Privatdozentenstelle. Otto Fischer suchte stets die Nähe zu seinem Vetter Emil, der ebenfalls Schüler von Baeyer gewesen war.
Der Lehrstuhl für Organische Chemie an der aufstrebenden Universität Erlangen war nach dem Tod von Eugen von Gorup-Besánez (1879) nur kurzzeitig von Jacob Volhard (1880–1882) und Emil Fischer (1882–1885) besetzt. Da Fischer wegen längerer Kuraufenthalte den Forschungsbetrieb nicht gewährleisten konnte, ersuchte er beim Kultusministerium um eine vertretungsweise Berufung seines Vetters Otto von München nach Erlangen.
Seine genehmigte Abwesenheit nutzte er zu intensiven Kontakten zu Studienkollegen in Würzburg (z. B. Wislicenus und Tafel), von wo er dann 1885 den Ruf auf den Lehrstuhl für Chemie der Julius-Maximilians Universität erhielt. Der vertretungsweise besetzte Lehrstuhl in Erlangen blieb ab 1885 dafür dauerhaft von Otto Fischer besetzt. Otto Fischer wurde erst 1925 in Erlangen emeritiert.
Seit 1885 war Otto Fischer korrespondierendes Mitglied der Bayerischen Akademie der Wissenschaften.  Seit 1893 gehörte er dem Akademischen Pharmazeuten, dem späteren Corps Guestphalia Erlangen an.
Fischer arbeitete über die Struktur von Farbstoffen, speziell Triphenylmethan-Farbstoffe.
Zu seinen Schülern gehörten Anton Vilsmeier und Eduard Hepp, nach dem die Fischer-Hepp-Umlagerung (1886) benannt worden war. Dabei wird unter dem Einfluss einer Säure eine Nitroso-Gruppe vom Stickstoff der Aminogruppe im Anilin in eine para-Stellung in der Phenylgruppe umgelagert.